# Isla Incahuasi
La Isla Incahuasi, scritta anche Inkawasi o Inca Wasi (in lingua quechua "la casa dell'Inca") è un affioramento collinare/roccioso ed ex isola situata nel mezzo del Salar de Uyuni, la più grande salina del mondo, ad un'altitudine di 3 656 metri s.l.m. in Bolivia.

## Descrizione

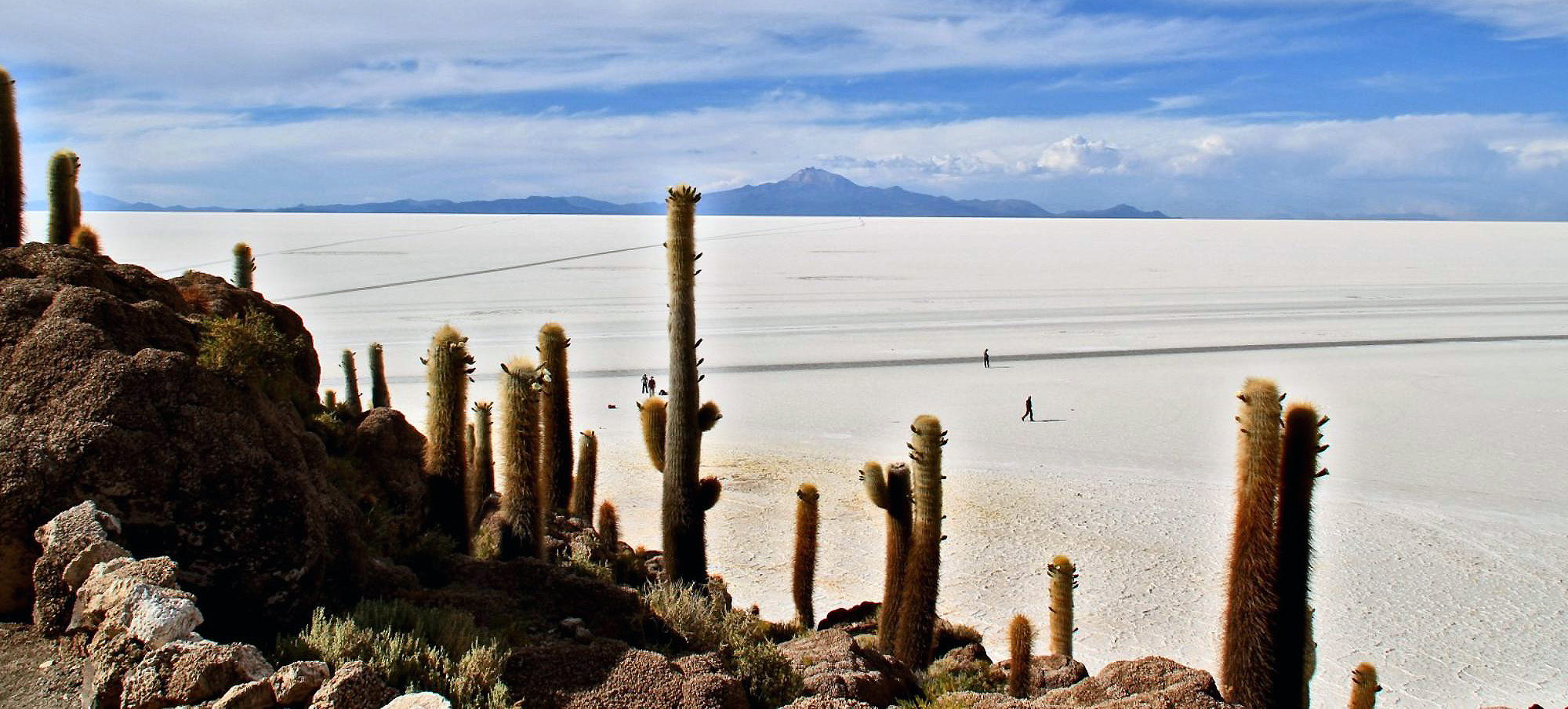
Vista del Salar de Uyuni dall'Isla Incahuasi

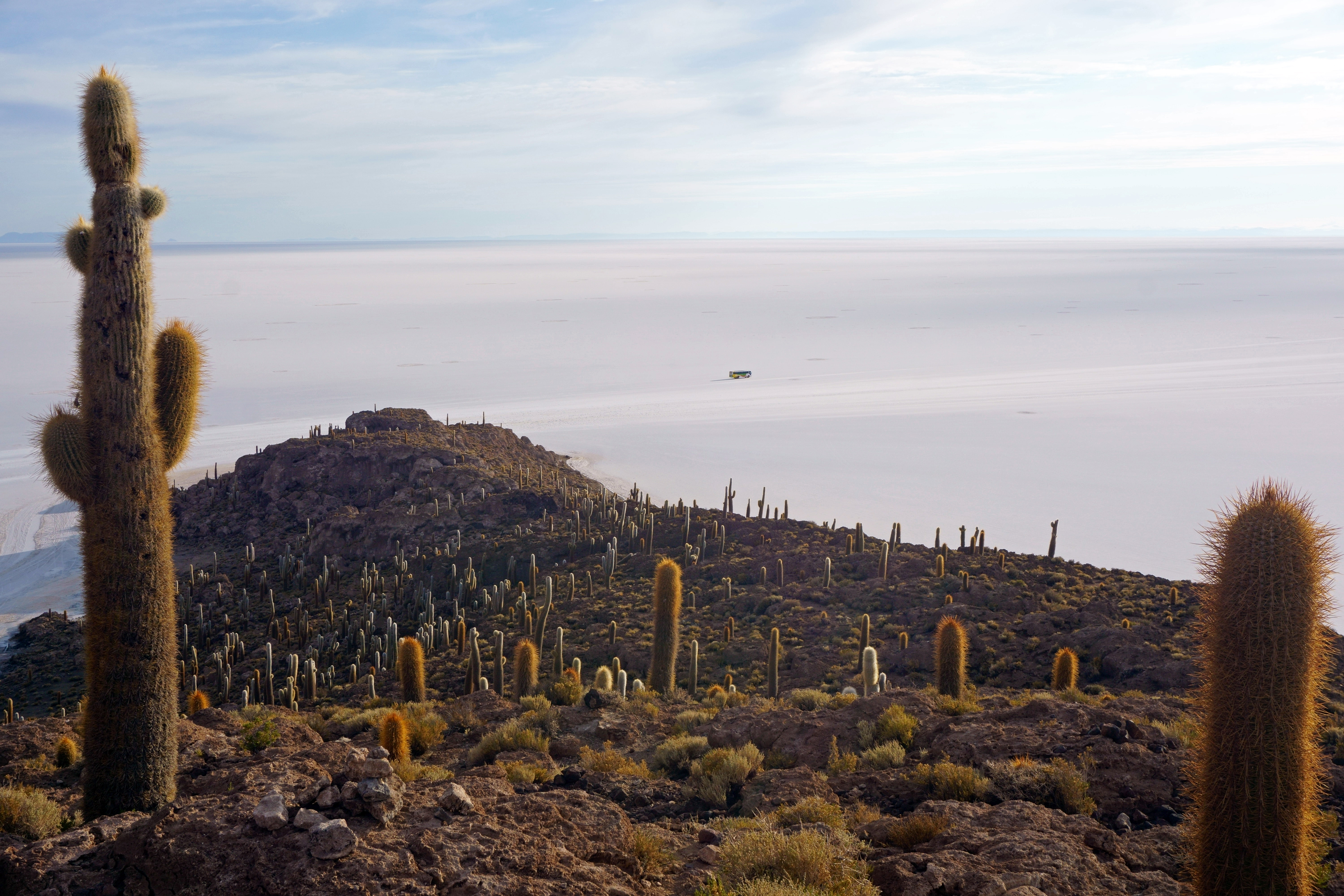
Vista dall'isola

Si trova nel dipartimento di Potosí, nella provincia di Daniel Campos, nel comune di Tahua, nel cantone di Yonza. Isla Incahuasi è il nome spagnolo dove isla significa isola, Inca sta per Inca e huasi deriva dalla parola quechua wasi che significa casa.
Incahuasi ha una superficie totale di 24,62 ettari e ospita una colonia di Echinopsis atacamensis e un centro turistico. Sulla collina ci sono sedimenti e depositi simili a coralli, che spesso consistono in fossili e alghe. Il promontorio è la cima dei resti di un antico vulcano, che fu sommerso quando l'area faceva parte di un gigantesco lago preistorico, circa 40 000 anni fa.